# Volleybalvereniging Huizen
Il Volleybalvereniging Huizen è una società pallavolistica maschile olandese, con sede a Huizen: milita nel campionato olandese di Eredivisie.

## Rosa 2024-2025
| N° | Nome                 | Ruolo | Data di nascita  | Nazionalità sportiva |
| -- | -------------------- | ----- | ---------------- | -------------------- |
| 1  | Lars Ent             | C     | 2002             | Paesi Bassi          |
| 2  | Arjan Westra         | C     | 1994             | Paesi Bassi          |
| 3  | Hugo van Garderen    | P     | 7 dicembre 1996  | Paesi Bassi          |
| 4  | Danylo Pyvovarenko   | O     | 21 gennaio 2004  | Ucraina              |
| 5  | Hendrik Düsterwald   | C     | 1º aprile 2000   | Germania             |
| 6  | Timo de Koning       | L     | 2002             | Paesi Bassi          |
| 7  | Bram Wiltenburg      | P     | 28 agosto 2001   | Paesi Bassi          |
| 8  | Martijn van Rooijen  | S     | 27 agosto 2003   | Paesi Bassi          |
| 9  | Marlison Kleinmoedig | O     | 20 giugno 1997   | Paesi Bassi          |
| 13 | Mats Bleeker         | L     | 7 maggio 1998    | Paesi Bassi          |
| 14 | Rik van Solkema      | O     | 11 giugno 1999   | Paesi Bassi          |
| 17 | Noah Aerts           | S     | 2000             | Paesi Bassi          |
| 18 | Shalev Saada         | S     | 1º maggio 1992   | Israele              |
| 22 | Cas Veerman          | C     | 13 febbraio 2007 | Paesi Bassi          |